# أندريه سافاج
أندريه سافاج هو لاعب هوكي الجليد كندي، ولد في 27 مايو 1975 في أوتاوا في كندا.

## وصلات خارجية
- أندريه سافاج على موقع دوري الهوكي الوطني (الإنجليزية)
- أندريه سافاج على موقع قاعة مشاهير الهوكي (لاعب أن.إتش.أل) (الإنجليزية)
- أندريه سافاج على موقع EliteProspects.com (الإنجليزية)
- أندريه سافاج على موقع Eurohockey.com (الإنجليزية)
- أندريه سافاج على موقع HockeyDB.com (الإنجليزية)
- أندريه سافاج على موقع Hockey-Reference.com (الإنجليزية)